# Pribojszky Mátyás
Pribojszky Mátyás (Okány, Békés megye, 1931. június 24. – ?, 2014. október 17.) citeraművész, citeraoktató, Kölcsey-díjas író. Nagy érdeme, hogy a citerát, ezt az ősi népi hangszert hangversenypódiumra emelte.
Kifejlesztette és széles körben tanította az ujjal való citerajátékot fölváltva a korábbi nyomó (nyomótoll) alkalmazását, olyannyira, hogy ma már szinte csak az ő módszerével játszanak a citerások. Az újabb zenészek már olyan mesterektől tanulták a citerázást, akik maguk is Pribojszky Mátyástól vagy az ő tanítványaitól tanultak. A hagyományőrző falusi citerások és népdalkörök is önként jártak hozzá, hogy elsajátítsák az ő pontosabb, erőteljesebb és sokkal színesebb hangzást eredményező játéktechnikáját. Tanterme volt az egész Kárpát-medence, több ezer tanítvánnyal. Hatása megkerülhetetlen a citera világában.
A népdalok szövegének pontosan megfelelő ritmusképleteket játszott, a korábbi hangulatkeltő háttérzeneként használt egyenletes, kevésbé tagolt zengés helyett.
Forradalminak számított, hogy citerán klasszikus zenét is megszólaltatott.

## Citerás pálya indulása
Az 1969-es Kecskeméti Népzenei Fesztiválon szokatlan műsorával keltett feltűnést egy autodidakta citeraművész. A Kállai kettőst játszotta. Előadásmódja olyan telt és sokrétű volt, mintha nem egyetlen citera szólt volna, hanem egy egész zenekar. A szokásos nyomó használata helyett ujjal játszott. Hangzása különleges és újszerű volt. E szereplés hatására azonnal felkéréseket kapott citeraoktatásra. Miközben alaperőművekben dolgozott szakmájában, turbinagépészként, hétvégéin a sűrű felkéréseknek eleget téve járta az országot, tanította a citerásokat.
1972-ben kapta meg a hivatásos működési engedélyét, mint citeraművész, elsőként az országban. 1973-tól az 1990-es évekig citerás-továbbképzéseket tartott országszerte citerazenekarok számára.

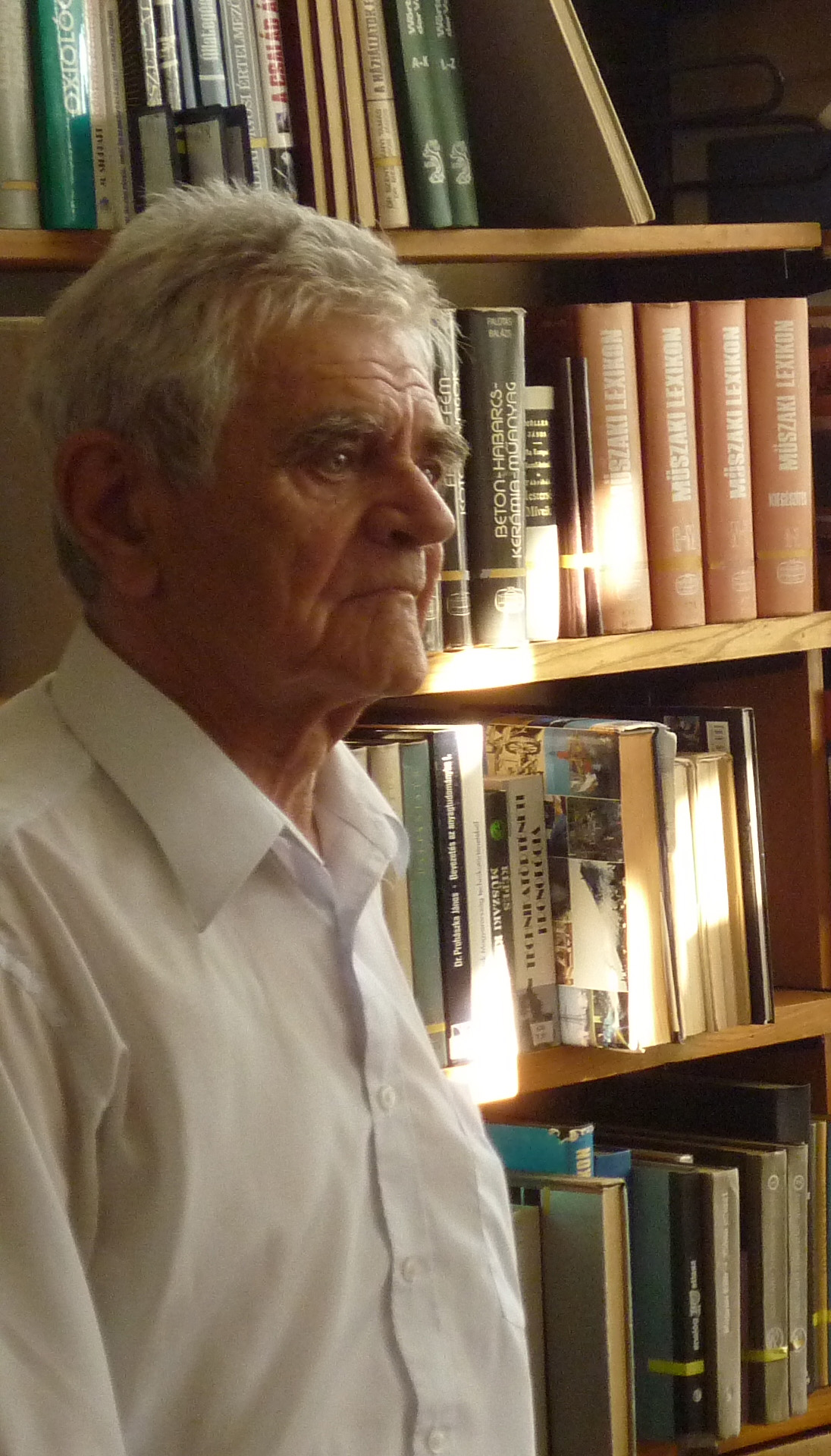
Pribojszky Mátyás 2011-ben, 80. születésnapján a tatai Móricz Zsigmond Városi Könyvtárban rendezett író-olvasó találkozón

Az ifjúságnak országos zenenépszerűsítő koncertsorozatot adott az Országos Filharmónia szervezésében.

## Citerabarátok Klubja
1981-ben megalakította a Citerabarátok Klubját (CBK), melynek vezetője is volt. A szervezet célja az volt, hogy összefogja a honi és határon túli citerásokat. A CBK havi rendszerességgel tartotta összejöveteleit, itt mutathatták be a csapatok a végzett zenei munkájukat és kaphattak útmutatást további fejlődésükhöz. Tiszakécskén nyári táborokban zenélt együtt és tanult egymástól a citerások minden korosztálya. Kezdetben jóformán kizárólag idősebb felnőttek, de a fiatalok aránya évről évre nőtt. Itt lehetett elsajátítani Pribojszky Mátyás sajátos citerafelfogását. Rövid mesterkurzusokon csoportvezetőket készített föl, akik a táborokban segítői voltak az oktatásban. A klubnak több mint 2000 tagja volt. A CBK 1993-ban technikai feltételeinek megszűnése miatt befejezte működését.

## Világ körül
Pribojszky Mátyás külföldön is nagy sikerrel szerepelt. Egy kivételével minden európai országba elhívták citerázni. Többször muzsikált Bagdadban. Észak-Amerikában és Japánban is megfordult.
1973-ban kéthetes japán vendégszereplésre hívták. Előadásmódja annyira megragadta a japán közönséget és zenei szakembereket, hogy marasztalták. Tartózkodási engedélyét többször hosszabbították. A Japánban töltött fél év alatt koncerteket tartott, japán szerzők neki írt citeradarabjait játszotta felvételre és a japán televízióban több részes citeraiskola műsor készült közreműködésével.

## Citeraátiratok
A nyolcvanas évek közepétől komolyzenét is játszott, pl. Brahms: V., VI. magyar tánc. Azonnal népszerűvé vált ez az új irányzata is. A citerás társadalom rögtön a nyomába szegődött. Később citerazenekaroknak is készített átiratokat. Mozart, Brahms, Erkel, Bartók, Kodály, Vivaldi, Beethoven, Schubert, Strauss, Albinoni művei hangzottak föl négy vagy több citerán. Semmelweiss Tibor neves hangszerkészítő segítségével egységesítették a citerakészítők számára a citerák méretét és bundozását ahhoz, hogy valós vonósnégyes hangzás szülessen a citerazenekaroknál is. Citerás nyelven prím, tenor, basszus, bőgő illetve pikoló elnevezésű hangszerfajták készültek, jelentős méretbeli különbségekkel. Így vált lehetővé klasszikus darabok hiteles előadása.

## Tisza ’83
1983-ban legügyesebb tiszakécskei tanítványaiból megalakult a Tisza ’83 citerazenekar. Később ők lettek az ország első hivatásos citerazenekara. 1986-ban a spanyolországi Logroñoban a húros-pengetős zenekarok világfesztiválján Pribojszky Mátyás és a Tisza ’83 együttes, összesen nyolc citerás, elvitte a nagydíjat a jóval nagyobb létszámú gitár- és mandolinzenekarok elől. A versenykiírás feltételeinek megfelelően műsorukban klasszikus zenei átiratok is szerepeltek a magyar népdalcsokor mellett. A Spanyol Televízió kétszer egyórás műsort készített a zenekarral. A Tisza ’83 az azt követő években még többször visszatért erre a fesztiválra és végül megkapták a Fesztiváldíjas Zenekar címet.

## Művei

### Lemezek

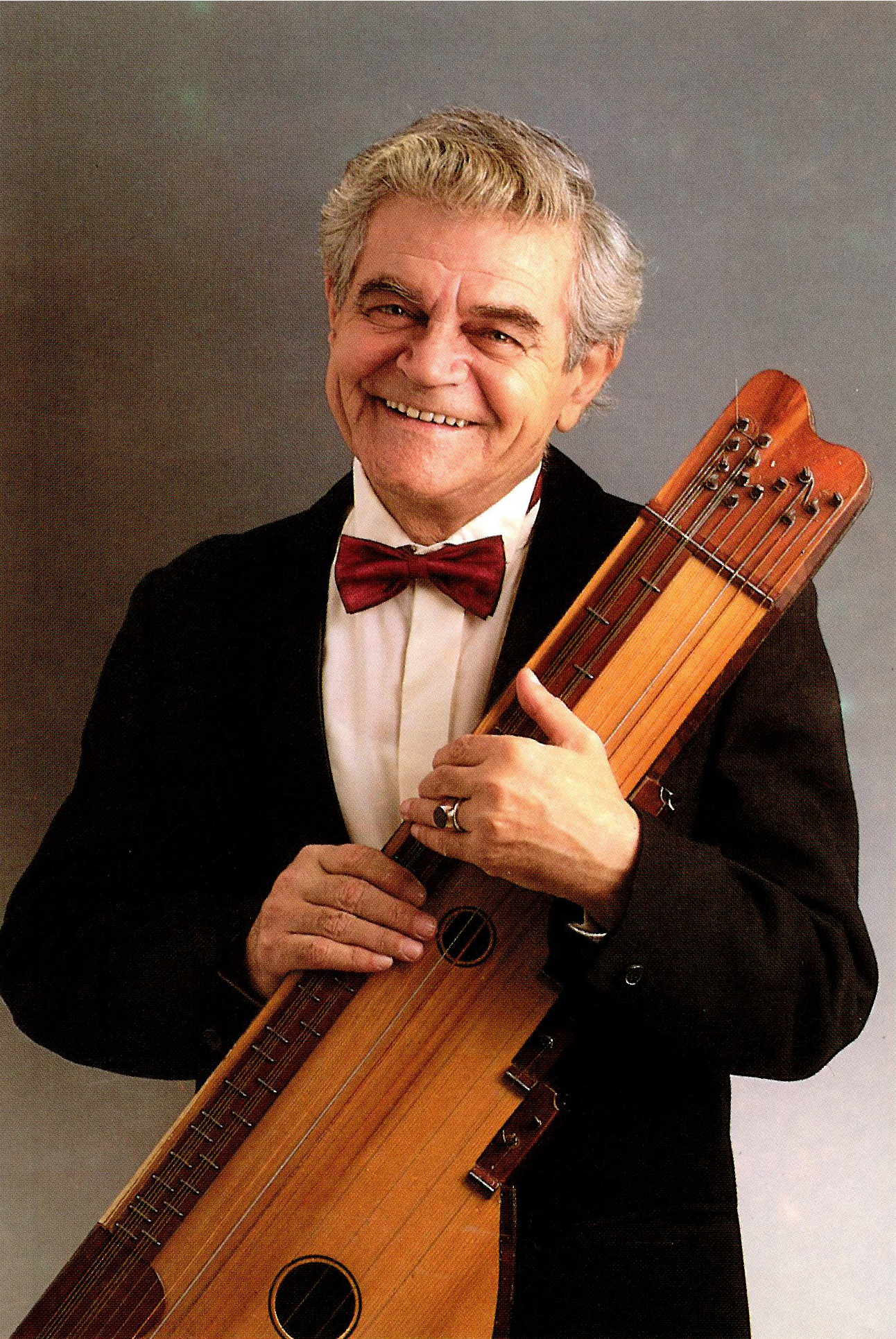
Pribojszky Mátyás 1995-ben

A rengeteg utazás, szereplés és főképp a tanítás mellett csak két önálló lemeze jelent meg Pribojszky Mátyásnak:
- Citeraszó  (Qualiton, 1978)
- Sakura  (Japánban, 1974)

A Magyar Rádió archívuma mintegy másfél órányi hangfelvételt őriz a játékáról.

### Citerával, népzenével kapcsolatos írásai vagy közreműködése
- Citera-iskola: kezdők részére  (Citerabarátok Klubja kiadványa)
- A citeramozgalomról (Budapest: Budapesti Művészetbarátok Egyesülete, 1982)
- A citerajátékról (tanulmány) In: Molnár Imre: A citeráról mindenkinek (Lakitelek: Antológia Kiadó, 2000) + szerkesztője és lektora is ennek a könyvnek

### Szépirodalmi megjelenései
A nyolcvanas években a zene mellett az írás is foglalkoztatni kezdte. Mondanivalót is érzett magában, stílusa pedig olyan olvasmányos írásban, mint amilyen szórakoztatóan mesélő szóban. Egyre bátrabban jelentkezett novelláival irodalmi folyóiratokban.
kötetek
- Ki-ki lelke szerint (Budapest: Művészetbarátok Egyesülete, 1995)
- Csoda Józsefvárosban: elbeszélések (Budapest: szerzői kiadás, 1995)
- Zendülés New Hungárián: elbeszélések, kisregények (Lakitelek : Antológia Kiadó, 1997)
- Mesék a mából (Tata: EOK Hungária Kft., 2007)
- Ide-át: két történet (Pilisvörösvár: Muravidék Baráti Kör Kulturális Egyesület, 2013)
- Menedék (Pilisvörösvár: Muravidék Baráti Kör Kulturális Egyesület, 2014)
- Kiáltás (Pilisvörösvár: Muravidék Baráti Kör Kulturális Egyesület, 2015) (posztumusz)
- Gondolatunió (Pilisvörösvár: Muravidék Baráti Kör Kulturális Egyesület, 2016) (posztumusz)

folyóiratokban
- Az „újpad”: dokumentumnovella (In: Új Aurora: irodalmi és művészeti folyóirat 1984/1. p. 15-28.)
- Szulizni tudni kell! ; Ki-ki lelke szerint ; Aki még látta B.-t. (In: Darumadár: anekdotatár  1., 1991)
- Külvárosi fagylalt (In: Duna-part: irodalmi, kulturális és társadalmi időszaki lap 2003/2. p. 42-43.)
- Hét nap (In: Duna-part: irodalmi, kulturális és társadalmi időszaki lap 2004/1. p. 32-34.)
- Valamint az Új Auróra 1975/5., Magyar Fórum: irodalmi, társadalmi, kulturális és politikai folyóirat 1998 július havi, október havi számaiban és az Élet és Irodalom hasábjain.

## Díjai
- Kölcsey-díj (2001)
- Spangár András-díj (2014)

## Magánélete
2005-től Tatán élt feleségével, Petrozsényi Eszter színművésszel.